# Hellerup Seminarium
Hellerup Seminarium var et seminarium, der eksisterede fra 1953 til 1988.
Det begyndte som lærerseminarium i 1953, og den første forstander var Tage Kampmann (f. 1918), der indtil da havde været folkeskole- og seminarielærer. I 1970 forlod Kampmann Hellerup Seminarium for at blive rektor for N. Zahles Seminarium. I 1973-1988 var han undervisningsinspektør, dvs. undervisningsministeriets pædagogisk-administrative chef for lærer- og socialpædagoguddannelserne, og i sit sidste arbejdsår 1988 stod han for en kraftig nedskæring i antallet af lærerseminarier, og det gik blandt andet ud over Hellerup Seminarium. Seminariet blev 35 år.
Hellerup Seminarium flyttede i 1986 ind i Frederiksberg Seminariums bygninger. Derefter oprettede K.F.U.M.'s Seminarium Gentofte Socialpædagogiske Seminarium, der flyttede ind i bygningerne.

## Seminariets rektorer
Indtil 1959 var lederen af et seminarium forstander og fra 1959 rektor.
- 1953-1970 Tage Kampmann (født 1918)
- 1970-1985 Torben Krogh (blev derefter rektor for Frederiksberg Seminarium)
- 1985-1988 ?

## Kendte lærere dimitteret fra Hellerup Seminarium
- 1964 Marita Petersen (1940-2001), lagmand på Færøerne
- 1965 Per Arnoldi, kunstner
- 1967 Marianne Jelved (f. 1943), radikal politiker, folketingsmedlem og minister
- 1968 Torben Weinreich, professor
- 1967 Kurt O. Andersen (1944-2020) på Marie Mørks Skole, Hillerød, som lærer (1968-74), inspektør (1974-93) og forstander (1993-2008)
- 1976 Lise Schouboe (f. 1952), leder af Dansk KFUK i London 1981-91, konsul i Hong Kong, New Delhi, Bangkok og Prag